# Смирнов, Никита Андреевич
Никита Андреевич Смирнов (род. 10 сентября 2002, Кузнецк, Пензенская область) — российский хоккеист, защитник.

## Биография
Родился в Кузнецке, воспитанник пензенского «Дизеля». С 2016 года — в команде «СКА-Варяги» 21 октября 2021 года дебютировал в КХЛ в составе СКА в домашнем матче против «Куньлуня» (7:0). 21 июня 2023 года на правах аренды перешёл в минское «Динамо», через год вернулся в СКА.